# Piragüismo en los Juegos Olímpicos de Londres 2012 – K-1 200 metros femenino
La prueba K-1 200 metros femenino de piragüismo en los Juegos Olímpicos de Londres 2012, se llevó a cabo entre el 7 al 9 de agosto, en Eton Dorney en Buckinghamshire.

## Horario
Todas las horas están en horario de verano (UTC+1)
| Fecha                         | Tiempo      | Ronda              |
| ----------------------------- | ----------- | ------------------ |
| Viernes, 10 de agosto de 2012 | 10:19 11:51 | Series Semifinales |
| Sábado, 11 de agosto de 2012  | 10:14       | Finales            |

## Resultados

### Series
Primer bote califica para la final, el resto va a las semifinales (Q).

#### Serie 1
| Rank | Kayakista              | País                 | Tiempo | Notas |
| ---- | ---------------------- | -------------------- | ------ | ----- |
| 1    | Natasa Dusev-Janics    | Hungría (HUN)        | 41.221 | Q, OB |
| 2    | Lisa Carrington        | Nueva Zelanda (NZL)  | 41.401 | Q     |
| 3    | Natalia Lobova         | Rusia (RUS)          | 42.447 | Q     |
| 4    | Henriette Hansen       | Dinamarca (DEN)      | 42.866 | Q     |
| 5    | Émilie Fournel         | Canadá (CAN)         | 43.117 | Q     |
| 6    | Carrie Johnson         | Estados Unidos (USA) | 43.355 | Q     |
| 7    | Norma Murabito         | Italia (ITA)         | 43.820 |       |
| 8    | Geraldine Lee Wei Ling | Singapur (SIN)       | 45.552 |       |

#### Serie 2
| Rank | Kayakista              | País                          | Tiempo | Notas |
| ---- | ---------------------- | ----------------------------- | ------ | ----- |
| 1    | María Teresa Portela   | España (ESP)                  | 41.263 | Q     |
| 2    | Marta Walczykiewicz    | Polonia (POL)                 | 42.290 | Q     |
| 3    | Nikolina Moldovan      | Serbia (SRB)                  | 42.383 | Q     |
| 4    | Jess Walker            | Reino Unido (GBR)             | 42.388 | Q     |
| 5    | Darisleydis Amador     | Cuba (CUB)                    | 42.761 | Q     |
| 6    | Zhou Yu                | República Popular China (CHN) | 42.885 | Q     |
| 7    | Arezou Hakimimoghaddam | Irán (IRI)                    | 44.576 |       |

#### Serie 3
| Rank | Kayakista         | País             | Tiempo | Notas |
| ---- | ----------------- | ---------------- | ------ | ----- |
| 1    | Inna Osypenko     | Ucrania (UKR)    | 42.119 | Q     |
| 2    | Sofia Paldanius   | Suecia (SWE)     | 42.596 | Q     |
| 3    | Teresa Portela    | Portugal (POR)   | 42.673 | Q     |
| 4    | Silke Hörmann     | Alemania (GER)   | 42.697 | Q     |
| 5    | Natalya Sergeyeva | Kazajistán (KAZ) | 43.257 | Q     |
| 6    | Ivana Kmeťová     | Eslovaquia (SVK) | 43.445 | Q     |
| 7    | Tiffany Kruger    | Sudáfrica (RSA)  | 46.122 |       |

#### Serie 4
| Rank | Kayakista             | País              | Tiempo | Notas |
| ---- | --------------------- | ----------------- | ------ | ----- |
| 1    | Shinobu Kitamoto      | Japón (JPN)       | 42.007 | Q     |
| 2    | Alana Nicholls        | Australia (AUS)   | 42.453 | Q     |
| 3    | Jenni Mikkonen        | Finlandia (FIN)   | 42.656 | Q     |
| 4    | Špela Ponomarenko     | Eslovenia (SLO)   | 42.884 | Q     |
| 5    | Marharyta Tsishkevich | Bielorrusia (BLR) | 43.841 | Q     |
| 6    | Yuliya Borzova        | Uzbekistán (UZB)  | 44.872 | Q     |
| 7    | Afef Ben Ismail       | Túnez (TUN)       | 48.998 |       |

### Semifinales
Las 2 canoístas más rápidas de cada semifinal califican para la final A, junto con los botes que lleguen en tercer lugar. El bote en tercer lugar, junto con el cuarto y quinto y el sexo más rápido califican para la final B. 

#### Semifinal 1
| Rank | Kayakista            | País                          | Tiempo | Notas |
| ---- | -------------------- | ----------------------------- | ------ | ----- |
| 1    | Lisa Carrington      | Nueva Zelanda (NZL)           | 40.528 | Q, OB |
| 2    | María Teresa Portela | España (ESP)                  | 40.898 | Q     |
| 3    | Inna Osypenko        | Ucrania (UKR)                 | 41.360 | q     |
| 4    | Jenni Mikkonen       | Finlandia (FIN)               | 41.859 |       |
| 5    | Špela Ponomarenko    | Eslovenia (SLO)               | 42.209 |       |
| 6    | Zhou Yu              | República Popular China (CHN) | 42.279 |       |
| 7    | Natalya Sergeyeva    | Kazajistán (KAZ)              | 42.602 |       |
| 8    | Carrie Johnson       | Estados Unidos (USA)          | 43.321 |       |

#### Semifinal 2
| Rank | Kayakista             | País              | Tiempo | Notas |
| ---- | --------------------- | ----------------- | ------ | ----- |
| 1    | Natalia Lobova        | Rusia (RUS)       | 41.413 | Q     |
| 2    | Jess Walker           | Reino Unido (GBR) | 41.734 | Q     |
| 3    | Shinobu Kitamoto      | Japón (JPN)       | 41.816 |       |
| 4    | Nikolina Moldovan     | Serbia (SRB)      | 42.394 |       |
| 5    | Ivana Kmeťová         | Eslovaquia (SVK)  | 42.510 |       |
| 6    | Sofia Paldanius       | Suecia (SWE)      | 42.688 |       |
| 7    | Henriette Hansen      | Dinamarca (DEN)   | 42.821 |       |
| 8    | Marharyta Tsishkevich | Bielorrusia (BLR) | 42.821 |       |

#### Semifinal 3
| Rank | Kayakista           | País             | Tiempo | Notas |
| ---- | ------------------- | ---------------- | ------ | ----- |
| 1    | Natasa Dusev-Janics | Hungría (HUN)    | 40.570 | Q     |
| 2    | Marta Walczykiewicz | Polonia (POL)    | 40.905 | Q     |
| 3    | Teresa Portela      | Portugal (POR)   | 41.562 | q     |
| 4    | Alana Nicholls      | Australia (AUS)  | 41.595 |       |
| 5    | Darisleydis Amador  | Cuba (CUB)       | 41.949 |       |
| 6    | Silke Hörmann       | Alemania (GER)   | 42.005 |       |
| 7    | Émilie Fournel      | Canadá (CAN)     | 43.030 |       |
| 8    | Yuliya Borzova      | Uzbekistán (UZB) | 44.426 |       |

### Finales

#### Final B
| Rank | Kayakista          | País             | Tiempo | Notas |
| ---- | ------------------ | ---------------- | ------ | ----- |
| 1    | Jenni Mikkonen     | Finlandia (FIN)  | 44.643 |       |
| 2    | Špela Ponomarenko  | Eslovenia (SLO)  | 44.953 |       |
| 3    | Nikolina Moldovan  | Serbia (SRB)     | 45.064 |       |
| 4    | Darisleydis Amador | Cuba (CUB)       | 45.099 |       |
| 5    | Shinobu Kitamoto   | Japón (JPN)      | 45.387 |       |
| 6    | Ivana Kmeťová      | Eslovaquia (SVK) | 45.556 |       |
| 7    | Silke Hörmann      | Alemania (GER)   | 45.686 |       |
| 8    | Alana Nicholls     | Australia (AUS)  | 45.819 |       |

#### Final A
| Rank              | Kayakista            | País                | Tiempo | Notas |
| ----------------- | -------------------- | ------------------- | ------ | ----- |
| Medalla de oro    | Lisa Carrington      | Nueva Zelanda (NZL) | 44.638 |       |
| Medalla de plata  | Inna Osypenko        | Ucrania (UKR)       | 45.053 |       |
| Medalla de bronce | Natasa Dusev-Janics  | Hungría (HUN)       | 45.128 |       |
| 4                 | María Teresa Portela | España (ESP)        | 45.326 |       |
| 5                 | Marta Walczykiewicz  | Polonia (POL)       | 45.500 |       |
| 6                 | Natalia Lobova       | Rusia (RUS)         | 45.961 |       |
| 7                 | Jess Walker          | Reino Unido (GBR)   | 46.161 |       |
| 8                 | Teresa Portela       | Portugal (POR)      | 46.549 |       |